# توربو ژنراتور

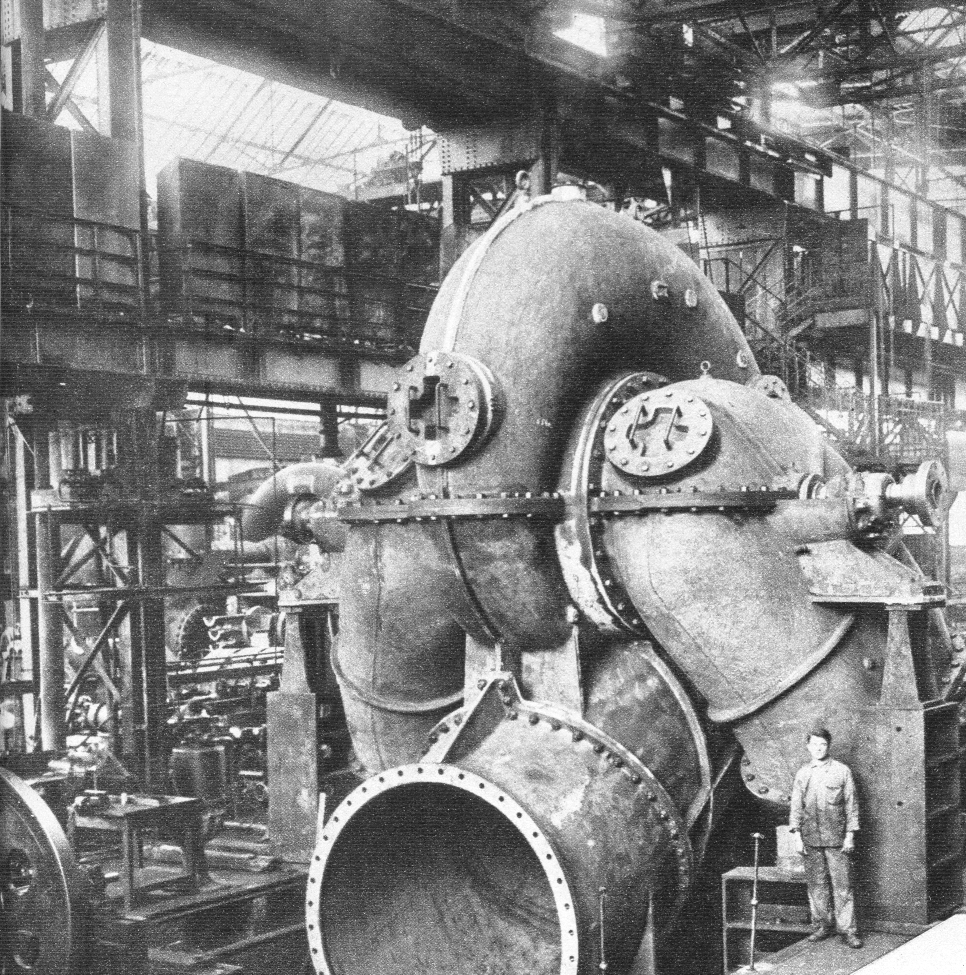
ساخت مولد توربینی آبی گانز در بوداپست، ۱۸۸۶ میلادی

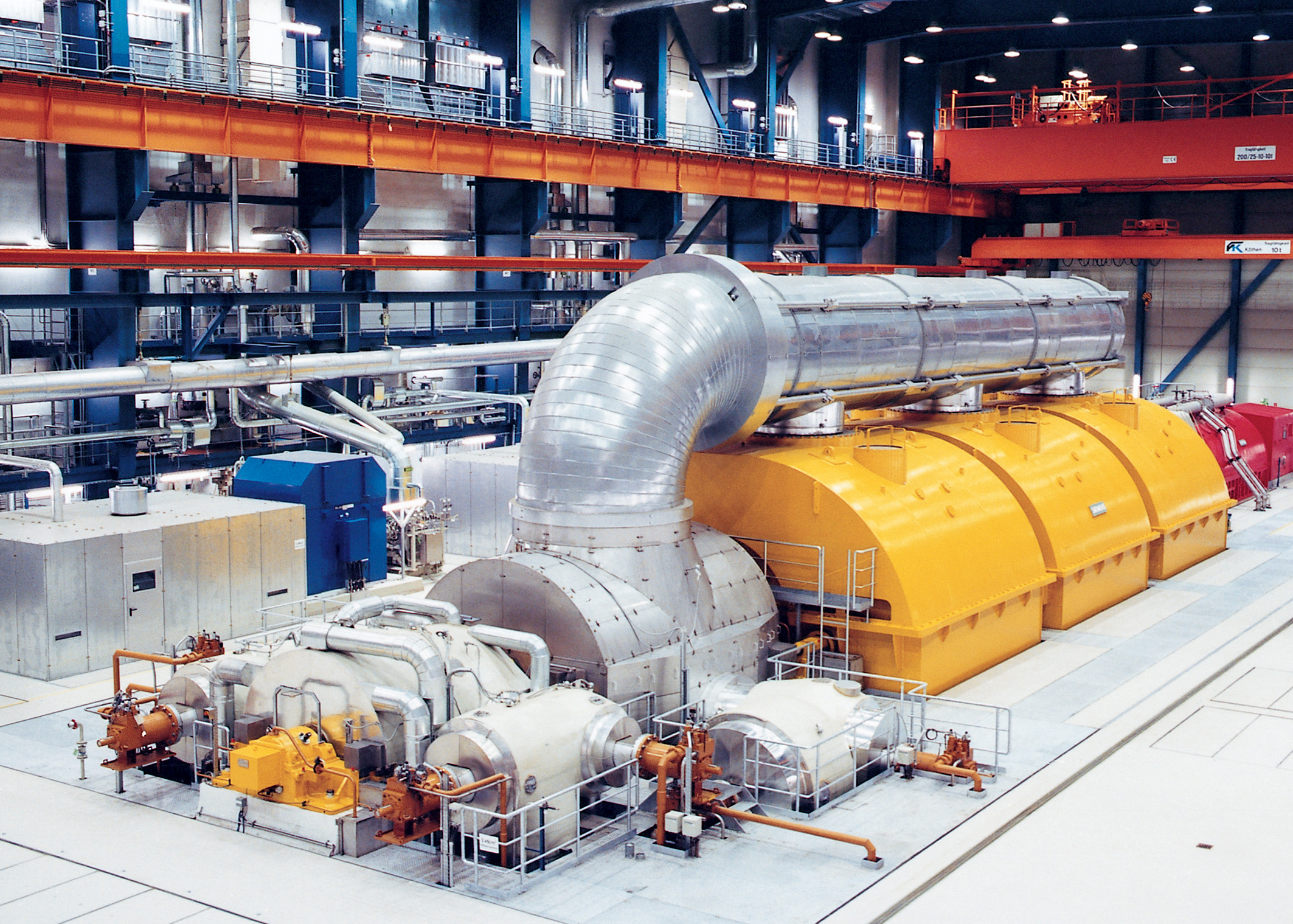
مولد توربینی نیروگاهی زیمنس

مولد توربینی شامل یک توربین است که به صورت مستقیم به مولد الکتریکی متصل می‌شود و برای تولید توان الکتریکی به کار می‌رود. مولدهای توربینی با توربین بخار بزرگ بخش عمده‌ای از برق جهان را فراهم می‌کنند و در کشتی‌های بخار توربینی به کار برده می‌شوند.
مولدهای توربینی کوچکتر با توربین‌های گازی غالباً به عنوان واحدهای مولد جنبی استفاده می‌شوند. معمولاً مولدهای دیزلی به دلیل بازدهی بهتر سوخت، برای بار اصلی ترجیح داده می‌شوند؛ ولی چگالی توان کمتری دارند و فضای بیشتری نیاز دارند.

## تاریخچه
نخستین مولدهای توربینی، توربین‌های آبی بودند که مولدهای الکتریکی را به چرخش درمی‌آوردند. نخستین توربین آبی مجارستانی توسط مهندسان گانز ورک در ۱۸۶۶ میلادی طراحی شد و تولید توربین‌ها با مولد دینامی در مقیاس صنعتی در ۱۸۸۳ آغاز شد.
مولدهای توربینی در ۱۹۰۳ میلادی توسط اوتو بلاتی که مهندسی مجارستانی بود، اختراع شد. بلاتی بداقبال بود که پارسونز در ۱۸۸۷ مولد توربینی جریان مستقیم با نیروی بخار را با استفاده از دینام نمایش داده‌بود و در ۱۹۰۱ نخستین مولد توربینی جریان متناوب صنعتی را در نیروگاهی در ابرفلد آلمان نصب کرده‌بود.

## مولد توربینی با خنک‌کننده هیدروژنی
گاز هیدروژن  نخستین بار در اکتبر ۱۹۳۷ به عنوان خنک‌کننده در مولد توربینی با خنک‌کننده هیدروژنی در دیتون، اوهایو مورد استفاده قرار گرفت. هیدروژن به عنوان خنک‌کننده در روتور وگاهی در استاتور به کار می‌رود و باعث افزایش کارایی و بازدهی ۹۹٪ می‌شود. اکنون هیدروژن به دلیل رسانایی گرمایی بالا، ظرفیت گرمایی بالا و چگالی کم، متداول‌ترین خنک‌کنندهٔ بهره‌گیری شده در مولدهای توربینی است. می‌توان هیدروژن را با برقکافت، در محل تهیه کرد.
مولد به صورت کامل، مهر و موم می‌شود تا از فرار گاز هیدروژن جلوگیری شود. نبود اکسیژن در هوای درون مولد، آسیب به عایق سیم‌پیچ‌ها بر اثر کرونای اتفاقی را به حد قابل توجهی کاهش می‌دهد. گاز هیدروژن در محفظهٔ روتور به چرخش درمی‌آید و با یک مبدل گرمایی گاز به آب، سرد می‌شود.